# Горюнов, Михаил Юрьевич
Михаи́л Ю́рьевич Горюно́в (род. 9 марта 1974, Ленинград) — советский и российский шашист, национальный гроссмейстер (2000), заслуженный мастер спорта России (2002). Трёхкратный чемпион мира по русским шашкам по версии МАРШ, чемпион России 2000 года.

## Спортивная карьера
Миша Горюнов начал заниматься шашками в 1981 году, его первым тренером в районном Доме пионеров стал Исаак Рувимович Перченок. В 1988 году Горюнов перешёл в ленинградский спортклуб «Факел», где тренировался у Владимира Рафаиловича Маламеда.
В 1984 году Горюнов выиграл чемпионат Ленинграда по русским шашкам среди младших школьников, а с 1986 года пять раз подряд выигрывал первенство Ленинграда среди юношей. На всесоюзных соревнованиях «Чудо-шашки» в 1985 году в Кировакане он занял 3-е командное место в составе школы № 2 своего родного города, а в 1988-м в Стерлитамаке показал лучший индивидуальный результат на первой доске. В 1991 году ему было присвоено звание мастера спорта СССР.
На взрослом уровне Горюнов начал показывать высокие результаты с 1994 года, когда впервые выиграл чемпионат Санкт-Петербурга. После этого он выигрывал первенство Санкт-Петербурга ежегодно с 1997 по 2000 год, четыре раза становился победителем командного чемпионата России в составе сборной Санкт-Петербурга, а в 1998 году стал чемпионом мира по русским шашкам и международным гроссмейстером по версии Международной ассоциации русских шашек (МАРШ) (титул разделил с ним выступавший за Германию Марк Макрович). Связи Горюнова с МАРШ закрепили его сотрудничество с её бессменным лидером Романом Климашевым, ставшим личным тренером чемпиона.
В 2000 году Горюнов стал чемпионом России по шашкам-64 (как до, так и после этого ему покорялось звание чемпиона по быстрым шашкам, но в соревнованиях с классическим зачётом он победил впервые). В том же году ему было присвоено звание гроссмейстера России. Через два года Горюнов завоевал во второй раз титул чемпиона мира по версии МАРШ, став заслуженным мастером спорта, а в 2007 году стал трёхкратным чемпионом мира МАРШ. В начале нового века он перебрался в Сургут, став лидером ханты-мансийских шашек и многократным чемпионом ХМАО. В 2006 году Горюнов с командой «ЮГРА-64» (где также играли Владимир Скрабов и Андрей Валюк) завоевал бронзовые медали клубного чемпионата Европы.
Помимо непосредственно игровой карьеры, Михаил Горюнов также занимается тренерской и судейской деятельностью. В 1996 году ему присвоено звание судьи республиканской категории, а через два года — тренера высшей категории.